# Olivier Balez
Olivier Balez, né le 14 septembre 1972 à Besançon est un illustrateur et auteur de bande dessinée français.

## Biographie
Olivier Balez naît à Besançon en 1972 et y reste jusqu'à l'âge de neuf ans avant que sa famille ne parte s'installer à Nice. Souhaitant devenir illustrateur, il se forme aux arts appliqués de l'École Estienne à Paris de 1990 à 1995, et complète ses études au National College of Art and Design à Dublin, en Irlande. Il part ensuite vivre plusieurs mois à Barcelone et à Sydney. De retour à Paris, il crée, avec d’autres illustrateurs, un atelier graphique : « Les Dents de la Poule ». Après avoir vécu un temps à Nice puis au Chili pendant dix ans, Olivier Balez s'installe en 2016 à Angoulême. Il exerce dans les domaines de la littérature jeunesse, des illustrations de presse et de la bande dessinée.

## Activités

### Auteur de bandes dessinées
Sa rencontre avec le créateur du Poulpe, Jean-Bernard Pouy, l’amène à produire un feuilleton intitulé Satanique ta mère dans Libération pendant l’été 1997. L’année d’après, il conçoit lui-même son aventure du Poulpe, L’Opus à l’oreille, publiée pour Angoulême dans un coffret BD chez Baleine Cent pour sang bande dessinée. 
En 2000, il rencontre Éric Corbeyran avec qui il signe une histoire pour Paroles de taule (2001 chez Delcourt) puis deux bandes dessinées chez Dargaud, Le Village qui s’amenuise (2004), une fable rurale et Charmes fous (2005). 
Avec Florence Décamp, journaliste correspondante de Libération et Géo, basée sur Sydney, il entame en 2004 une série de trois bandes dessinées, Le Cycle du Nautile, qui explore les lieux méconnus du Pacifique. Le premier épisode met en scène deux aventuriers, à la recherche d’un trésor.
En 2007, il publie la bande dessinée policière Angle mort sur un scénario de Pascale Fonteneau. 
Il a collaboré avec le scénariste Arnaud Le Gouëfflec sur les albums Topless (Glénat, 2009), Le Chanteur sans nom (Glénat, 2011) et J'aurai ta peau, Dominique A (Glénat, 2013). Il a également travaillé avec Pierre Christin pour les albums Sous le ciel d’Atacama (Casterman, 2011) et Robert Moses : le maître caché de New York (Glénat, 2014). Dans l'album La Cordée du mont rose (Les Arènes - XXI, 2011) qu'il a entièrement réalisé, il relate l'histoire de son frère Éric, atteint de la maladie de Crohn.
En juin 2017, il préside la 22e édition du festival de BD de Sérignan.

### Illustrateur
Olivier Balez signe régulièrement des couvertures de romans noirs, tant pour les adultes (dans la collection « Librio Noir » et, au Seuil, des romans de Francis Mizio, Thierry Jonquet, Dominique Manotti…) que pour la jeunesse (Syros, collection « Rat noir »).
Avec Thierry Lenain au texte, il illustre plusieurs albums jeunesse qui traitent de la guerre et de l'exil. En 2003, Wahid, sur la guerre d'Algérie. En 2008, pour son album Moi, Dieu Merci, qui vis ici  : « Après Wahid, nous retrouvons le duo Thierry Lenain - Olivier Balez dans un nouvel album engagé, fort et sensible. L'auteur utilise la première personne pour donner vie à ce récit qui met en scène Dieu Merci, un Angolais qui refuse de prendre part au conflit qui déchire son pays. » . Pour Martine Laval, dans sa critique Télérama : « Auteur et illustrateur s'allient ici pour crier la folie des hommes, les politiques meurtrières et la tendresse qui, malgré tout, pointe son nez. » Dans Le Taxi d'Imani en 2020, les deux auteurs s'intéressent au même sujet, avec cette fois le Gabon, autre pays d'Afrique. « Dans la capitale gabonaise, une réfugiée gagne sa vie en conduisant un taxi. Comme elle croit à des lendemains meilleurs, le miracle arrive, le jour où une star de la chanson monte à bord. Un album sur l’art de saisir sa chance », selon Marine Landrot, sur le site de Télérama. 
Il travaille aussi pour la presse, notamment pour le journal Le Monde et la revue XXI.

### Auteur de livres pour la jeunesse
Olivier Balez a publié plusieurs albums pour la jeunesse, notamment La Complainte de Mandrin (2005), livre consacré au faux-saunier, et qui reprend la chanson populaire.
Il publie en 2007 deux livres adaptés des films de Charlot : La Ruée vers l'or et Le Kid co-publiés par Bayard et MK2.

### Timbre français d'usage courant
Le 7 novembre 2023, le projet de timbre-poste d'Oliver Balez est dévoilé comme choisi par le président de la République Emmanuel Macron comme nouveau timbre d'usage courant au type Marianne de l'avenir, gravé par Pierre Bara, graveur de Philaposte. Les premiers timbres sont mis en vente premier jour le 8 novembre, puis en vente générale nationale le 13 suivant.

## Publications

### Pour la jeunesse

#### Bandes dessinées
- L'Anniversaire de l'Infante / d'après Oscar Wilde ; adaptation Flore Talamon. Je Bouquine n° 233, juillet 2003, p. 72-90.
- Rémi, vol. 1 : Amour, coup de foudre et autres bobos / scénario d'Olivier Balez ; dessin de Laurent Richard (Milan jeunesse, 2004)
- Rémi, vol. 2 : Les zigzags de l'amour / scénario d'Olivier Balez ; dessin de Laurent Richard (Milan jeunesse, 2005)
- Le Cycle du Nautile 1 : Traque à Sydney / scénario de Florence Décamp (Bayard, 2005)
- Le Cycle du Nautile 2 : Les Dauphins de Palau / scénario de Florence Décamp (Bayard, 2005)
- Le Cycle du Nautile 3 : Les fantômes de Nan Madol / scénario de Florence Décamp (Bayard, 2006)
- Rémi, vol. 3 : La confiance revient / scénario d'Olivier Balez ; dessin de Laurent Richard (Milan jeunesse, 2006)
- Babyface, d'après le roman de Marie Desplechin, Rue de Sèvres, 2022

#### Albums
- Wahid[3], de Thierry Lenain, Albin Michel jeunesse, 2003 ; rééd. coll. « Panda poche », 2016
- La Complainte de Mandrin, Rue du Monde, coll. « Pas comme les autres », 2005
- Moby Dick, d'après Herman Melville, adaptation Jean-Pierre Kerloc'h, Albin Michel jeunesse, coll. « Les grandes aventures », 2005. Rééd. coll. "Panda poche", 01/2024, 41 p.  (ISBN 978-2-226-48982-1)
- À trois, de Ramona Bădescu, Albin Michel jeunesse 2005
- Il n’y a pas si longtemps[10], de Thierry Lenain, Sarbacane-Amnesty International, 2005
- La Ruée vers l'or : Charlot, MK2-Bayard, 2007
- Le Kid : Charlot , MK2-Bayard, 2007
- Moi, Dieu merci, qui vis ici[4],[5], de Thierry Lenain, Albin Michel jeunesse, 2008 ; rééd. coll. « Panda poche », 2016
- Les Noces de Figaro, de Wolfgang Amadeus Mozart, texte Timothée de Fombelle, livre-CD, Gallimard jeunesse, coll. « Grand répertoire », 2008
- Shéhérazade, de Béatrice Fontanel, Sarbacane-Amnesty international France, 2010 ; rééd. 2014
- 12 histoires de liberté, égalité, fraternité - collectif, l'Escabelle, 2011
- Lali l'orpheline, où l'on se demande si l'on peut faire du mal en croyant faire du bien[11], de Thierry Lenain, Oskar, 2011
- Le Taxi d'Imani[6],[7], de Thierry Lenain, Albin Michel jeunesse, 01/2020, 44 p.  (ISBN 978-2-226-44593-3)

#### Documentaires
- Signes de voyages, de Bénédicte Gourdon et Roger Rodriguez, Thierry Magnier, coll. « Signes », 2001
- Enfants d’ici, parents d’ailleurs, de Carole Saturno, Gallimard jeunesse, coll. « Par quatre chemins », 2005 ; rééd. Gallimard jeunesse, coll. « Terre urbaine », 2008 - Prix Sorcières 2007[12] (documentaires)
- La Ville mode d'emploi : de mon quartier à la mégapole, de Carole Saturno et Perrine Belin, Gallimard jeunesse, coll. « Terre urbaine », 2007
- Vivre, de Michel Puech, Le Pommier, coll. « Philosopher ? », 2011
- Les Dieux de l'Olympe, de Raphaël Martin, De La Martinière Jeunesse, 2015
- Mes plus beaux jeux de plateau, Fleurus, 2017

#### Romans illustrés
- Urgence, de Christian Grenier, in Je Bouquine, no 200, 2000
- Ma tribu à Lascaux !, de Christian Jolibois, Père Castor-Flammarion, coll. « Les trois loups. Faim de loup », 2000
- Police Python, de Yves Pinguilly, Nathan, coll. « Lune noire policier », no 35, 2000 ; rééd. coll. « Nathan poche Policier », no 73, 2005)
- Alerte au Zoo, de Claire Mazard, Syros Jeunesse, coll. « Souris verte », no 36, 2000)
- Main basse sur la sablière, de Daniel Catellain, Syros Jeunesse, coll. « Souris verte », no 42, 2001
- Le Grand silence, de Xavier-Laurent Petit, in D Lire, no 42, mars 2002
- La Cavale de Dave, de Alice Chambard, in Je Bouquine, no 224, 2002
- Cadeau mortel pour Noël : 12 histoires policières - collectif, Rageot, coll. « Magnum », 2002
- Qui a volé Gavroche ?, de Alice Chambard, in Je Bouquine, no 235, 2003
- Meurtre au beurre de cacahuète, de Florence Aubry, Lito, coll. « Poche illustré », no 7, 2005
- La Princesse élastique, de Bernard Friot, Milan, coll. « Milan poche cadet », no 96, 2006, rééd. 2008 ; rééd. sous le titre La Princesse aux trois pieds, Milan, coll. « Milan poche cadet », 2011
- Un jour, j’arrêterai la guerre, de Thierry Lenain, Nathan, coll. « Nathan poche », no 121, 2006
- C’est la jungle !, de Hubert Ben Kemoun, Nathan, coll. « Nathan poche Fantastique », no 129, 2006
- La Seule fille au monde, de Hubert Ben Kemoun, Milan, coll. « Milan poche cadet +, » no 33, 2007
- Un chien dans un jeu de quilles, de Thierry Lenain, Nathan, coll. « Nathan poche Policier », no 161, 2008, rééd. 2013
- La Grande Bagarre, de Guillaume Guéraud, Milan, coll. « Milan poche cadet », no 103, 2008
- Trans Europa, de Stéphanie Benson, Gallimard Jeunesse-SNCF, coll. « Voyage en page », no 20, 2009
- La Princesse aux trois pieds, de Bernard Friot, Milan, coll. « Milan poche cadet », no 96, 2011
- Au bout là-bas, de Anne Vantal, Actes Sud junior, coll. « Les premiers romans Cadet », 2012
- La Demoiselle sans visage, de Brigitte Coppin, Gallimard Jeunesse, coll. « Folio junior », no 1616, 2012)
- Croc-Blanc, de Jack London ; trad. Philippe Sabathé, Gallimard Jeunesse, coll. « Folio junior. Textes classiques » no 493, 2013)
- Robin au fond des bois, de Malika Ferdjoukh, Gallimard Jeunesse, coll. « Folio junior », no 1674, 2014
- Trois histoires, de Jack London, Gallimard jeunesse, coll. « Folio junior », 2014
- Terre-Dragon, vol. 1 : Le Souffle des pierres, vol. 2 : Le Chant du fleuve, vol. 3 : Les Sortilèges du vent, de Erik L'Homme, Gallimard jeunesse, 2014-2015 ; réédition coll. « Folio junior », 2016-2018 : illustrations des couvertures
- Les Enquêtes d'Hermès, vol. 2 : L'Affaire Méduse, de Richard Normandon, Gallimard jeunesse, coll. « Folio junior », n° 1850, 2019.
- Pour Lily : quartier sensible / Marie Desplechin ; illustrations Olivier Balez. Paris : École des loisirs, coll. "Neuf poche", 09/2022, 184 p.  (ISBN 978-2-211-32405-2)
- Babyface : quartier sensible / Marie Desplechin ; illustrations Olivier Balez. Paris : École des loisirs, coll. "Neuf poche", 09/2022, 144 p.  (ISBN 978-2-211-32457-1)
- Le Ciel de Samir : quartier sensible / Marie Desplechin ; illustrations Olivier Balez. Paris : École des loisirs, coll. "Neuf poche", 09/2022, 80 p.  (ISBN 978-2-211-32454-0)
- Le Garçon, la vieille et les chevaux, de Jennifer Dalrymple, dans 4 romans 100% chevaux. Montrouge : Bayard presse, coll. "Les Trésors J'aime lire Max" n° 27, février-mars 2023, p. 84-119.
- Le Feuilleton des jeux d'Olympie : en quatorze épisodes / écrit par Murielle Szac ; illustré par Olivier Balez. Montrouge : Bayard Jeunesse, coll. "Les feuilletons de la mythologie", 04/2024, 84 p.  (ISBN 979-10-363-6937-7)

### Pour les adultes

#### Bandes dessinées
- L’Opus à l’oreille, scénario et dessin Olivier Balez (Baleine no 101, coll. « Le Poulpe », 1998)
- Paroles de taule,  collectif (Delcourt, coll. « Encrages », 2001)
- Paroles de parloirs - collectif (Delcourt, coll. « Encrages », 2003)
- Le Village qui s’amenuise, scénario d’Éric Corbeyran (Dargaud, coll. « Long courrier », 2003)
- Charmes fous, scénario d’Éric Corbeyran (Dargaud, coll. « Long Courrier », 2005)[13]
- Angle mort, scénario de Pascale Fonteneau (KSTER, 2007)
- Topless, scénario de Arnaud Le Gouëfflec (Glénat, coll. « 40 ans découverte », 2009)
- Sous le ciel d'Atacama, scénario de Pierre Christin (Casterman, 2010) ; traduit en espagnol et publié chez Amanuta.
- Vivir un terremoto, collectif (Amanuta, 2011)
- Le Chanteur sans nom[14],[15], scénario d'Arnaud Le Gouëfflec (Glénat, coll. « 1.000 feuilles », 2011). Prix Bulles Zik 2011[16]. Sélection festival Angoulême 2012[17].
- La Cordée du mont rose, scénario et dessin Olivier Balez (Les Arènes-XXI, 2011)
- J'aurai ta peau, Dominique A, scénario de Arnaud Le Gouëfflec (Glénat, coll. « 1.000 feuilles », 2013)
- Robert Moses : le maître caché de New York, scénario de Pierre Christin (Glénat, coll. « 1.000 feuilles », 2014)
- L'Homme qui ne disait jamais non[18], un récit de Didier Tronchet (Futuropolis, 2016).
- Infinity 8 vol. 3 : L'Évangile selon Emma, scénario Lewis Trondheim & Fabien Vehlmann (Rue de Sèvres, 2017)
- Beauté Noire & le Groupe Prospero vol. 1 : Les Chasseurs de haine, scénario Noël Simsolo (Glénat, coll. « 1.000 feuilles », 2018)
- Beauté Noire & le Groupe Prospero vol. 2 : Les Cruels, scénario Noël Simsolo ; dessin avec Philippe Nicloux (Glénat, coll. « 1.000 feuilles », 2019)
- Vous n'aurez pas les enfants / scénario Arnaud Le Gouëfflec ; dessin Olivier Balez ; d'après le livre de Valérie Portheret ; préface Valérie Portheret. Grenoble : Glénat, coll. "1.000 feuilles", 03/2025, 104 p.  (ISBN 978-2-344-05548-9)

#### Documentaires
- Sydney : au fil de l'eau, de Florence Décamp (Nouveaux loisirs, coll. « Carnet de voyage », 2003)
- Méditations du monde : à l'écoute des grands maîtres de sagesse, sous la direction d'Isabelle Fougère (Bayard, 2013)

#### Romans illustrés
- Satanique ta mère !, de Gérard Lecas (prépubl. in Libération, été 1997 / Baleine no 73, coll. « Le Poulpe) », 1997) ;
- La Cosmogonie Macroqa : pour en finir avec l'ethno-polar, de Francis Mizio (Treize étrange, coll. « Noirs desseins », 1999) ;
- Villes noires : nouvelles - collectif (Librio noir no 693, 2005).

#### Nouvelle illustrée
- Dissous, ris et dégomme, de Jean-Jacques Reboux (in L’Evénement du jeudi, 28/05/1998).

### Pochettes, couvertures, affiches
- Paris Jazz Big Band, Paris 24H, 2004
- Paris Jazz Big Band, Mediterranéo, 2005
- Le premier qui pleure a perdu, couverture, Albin Michel Jeunesse, 2008
- Paris Jazz Big Band, The Big Live, 2009
- J'aimerais tant..., Affiche Avignon, 2009

- Frères sorcières, Antoine Volodine, couverture, Points, 2019

## Prix et distinctions
- Prix Sorcières catégorie Documentaires 2007[12] pour Enfants d’ici, parents d’ailleurs
- Prix Bulles Zik 2011 pour Le Chanteur sans nom[16]
- Sélection officielle du Festival International de la Bande Dessinée d'Angoulême 2012 pour Le Chanteur sans nom[17]
- Communication Arts' Award of Excellence 2014 et 2016[réf. nécessaire]
- Prix Bernard Versele 2024[19] catégorie 5 chouettes, pour  Babyface, d'après le roman de Marie Desplechin